# Juan Henríquez de Villalobos
Juan Henríquez de Villalobos (1630 – Madrid, 1689) è stato un generale ed amministratore coloniale spagnolo che, dopo aver partecipato a varie guerre in Europa, fu nominato Governatore Reale del Cile da Maria Anna d'Austria.

## Biografia
Ricoprendo questa posizione, tra l'ottobre del 1670 e l'aprile del 1682, divenne, secondo la storiografia cilena, l'epitome del governo dispotico e corrotto. Il suo governo fu costellato da una serie di liti ed accuse da parte degli oidores della Audiencia Reale del Cile e dai vecino della colonia. Fu uno dei governatori che quando lasciò l'incarico era più ricco, con non meno di 900 000 pesos, secondo quanto scrive Jose Toribio Medina. 
Nel corso della guerra di Arauco, nel gennaio del 1671, Henríquez tenne il Parlamento di Malloco ponendo fine alle ostilità della insurrezione Mapuche del 1655. In ogni caso nel 1672 Henríquez affrontò una rivolta Mapuche guidata del precedente toqui Ayllicuriche e da altri capi che represse prima che diventasse troppo grande. Nel marzo del 1674 riuscì ad organizzare il Parlamento di Concepción per celebrare la fine degli scontri.